# Bajguskarowo
Bajguskarowo (ros. Байгускарово) – wieś (sieło) w Rosji, w Baszkortostanie, w rejonie chajbullińskim. W 2010 liczyła 544 mieszkańców.